# 奥什大街

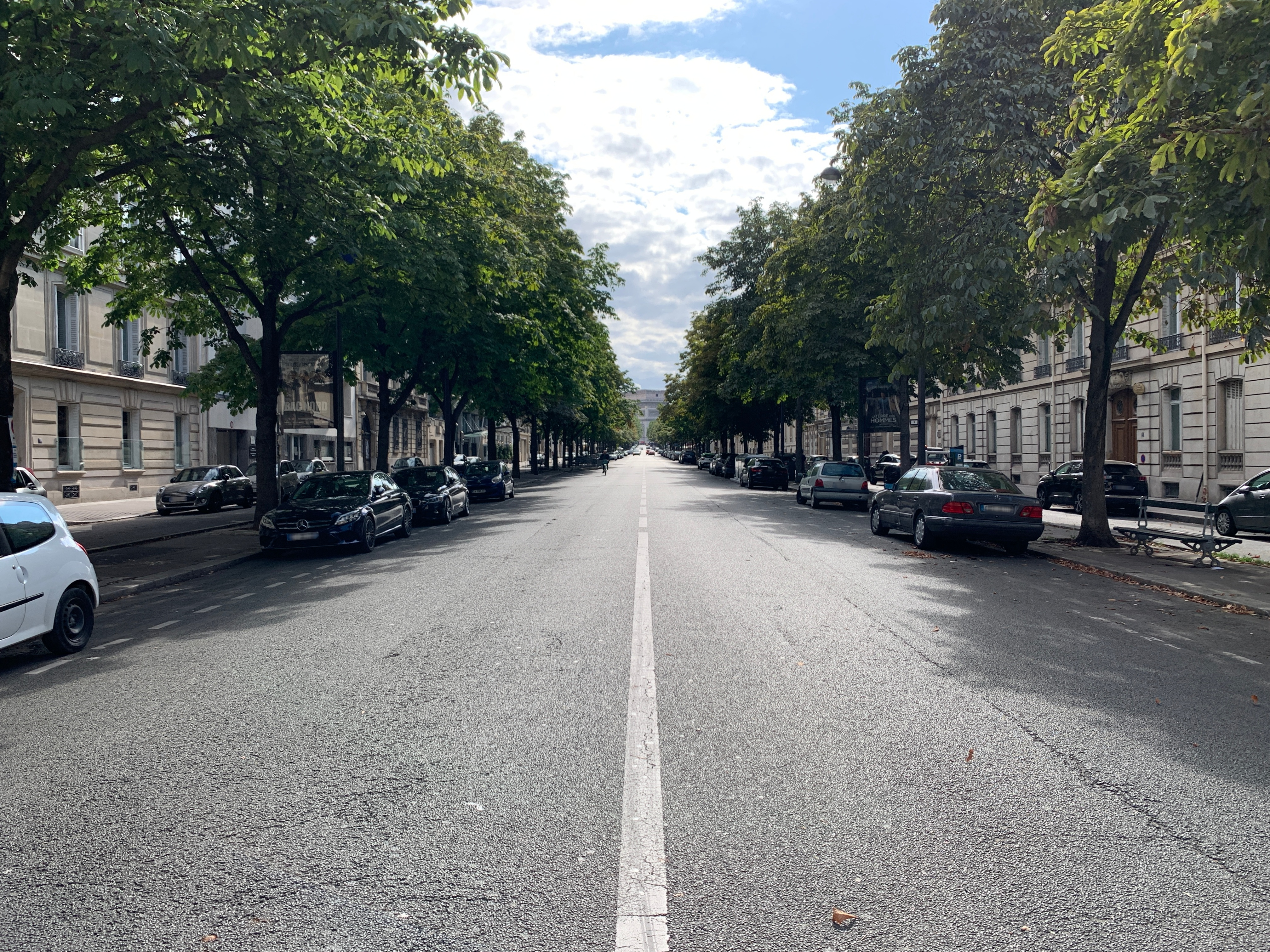
奧什大街（2021年8月）

奥什大街（Avenue Hoche）是法国巴黎第八区的一条街道，坐落在奥什-弗里德兰地区，东北方始于蒙索公园（parc Monceau），西南方止于戴高乐广场。这也是通往凯旋门的12条大街之一。
引人注目的地方有：
- 沙特大使馆
- 日本大使馆
- 4号：历史学家和政治家加布里埃尔·阿诺托的法兰西学院设在这所房子里，他死于1944年。